# Risto Mannisenmäki
Risto Mannisenmäki, född 28 maj 1959, är en före detta rally kartläsare, som tillsammans med Tommi Mäkinen vann Rally-VM två gånger.